# خيرمان بلتران
خيرمان بلتران (بالإسبانية: Germán Beltrán Juárez)‏ هو لاعب كرة قدم إسباني في مركز الهجوم، ولد في 26 أكتوبر 1979 في الكانيث في إسبانيا. لعب مع ريال مدريد ج ونادي إيبار ونادي باراكالدو ونادي جيرونا ونادي ريوس ديبورتيو ونادي سمورة.

## وصلات خارجية
- خيرمان بلتران على موقع قاعدة بيانات كرة القدم.إي يو (الإنجليزية)
- خيرمان بلتران على موقع Soccerway.com (الإنجليزية)
- خيرمان بلتران على موقع AS.com (الإسبانية)